# Flicorno tenore
Il flicorno tenore (detto anche in italiano basflicorno o clavicorno in si bemolle, e Tenorhorn in tedesco, termine internazionale quest'ultimo) è uno strumento musicale intonato in Si♭ appartenente alla famiglia degli ottoni e alla sottofamiglia dei flicorni, suonato tramite pistoni o cilindri. Viene costruito sia in forma verticale (più squadrata, con la campana rivolta verso l'alto) sia in forma "ovale" (più tondeggiante, con la campana rivolta di lato).
Tenore e baritono sono stati spesso confusi: nei paesi anglosassoni il flicorno tenore viene infatti chiamato impropriamente "Baritone horn" (ma in americano è stata conservata la dizione originale "tenor horn").
Il flicorno tenore ha un canneggio più sottile e maggiormente cilindrico ma di eguale lunghezza rispetto al flicorno baritono e rispetto a quest'ultimo sale più facilmente verso il registro acuto. Il tenore esprime dunque le sue peculiarità nell'ottava media e acuta, dove si accentua la differenza del suo timbro dal flicorno baritono.
Fu scelto appunto per queste peculiarità dal compositore campano Alessandro Vessella, grande innovatore della banda, per ricoprire il ruolo del tenore lirico nelle trascrizioni operistiche, ruolo che, principalmente in Italia, mantiene tuttora.
In sud Italia si adopera spesso, per il ruolo del tenore lirico, un trombone tenore a cilindri dall'assetto orizzontale.
Oggi è rivalutato insieme al flicorno baritono.

## Tecnica
Come la tromba e tutti i moderni ottoni, il flicorno tenore suona quando l'esecutore mette in vibrazione le labbra all'interno del bocchino, creando una colonna d'aria vibrante che percorrendo il tubo conico produce il suono. Modulando l'emissione possono essere prodotte diverse note. 
Normalmente un flicorno tenore ha 3 pistoni: quando è premuto ogni pistone incrementa la lunghezza totale della colonna d'aria, dirottando il flusso attraverso dei canneggi supplementari e abbassando la nota, permettendo così l'esecuzione dell'intera scala cromatica. Ogni pistone aggiunge una lunghezza differente allo strumento. Il risultato è che il primo pistone abbassa la nota di un tono; il secondo di mezzo tono; il terzo di un tono e mezzo (come se si premessero i due primi pistoni).

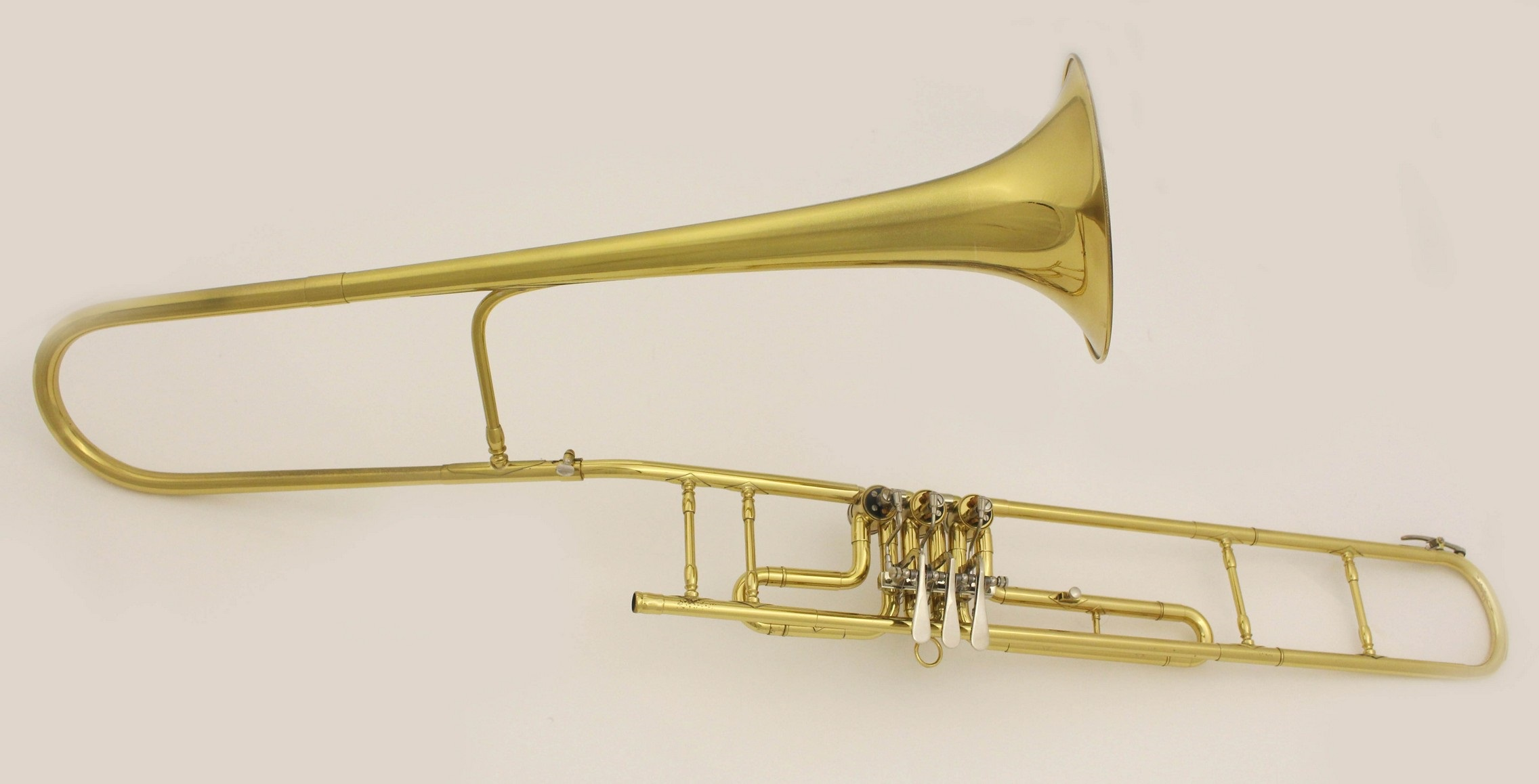
Un trombone a cilindri, spesso chiamato impropriamente flicorno tenore. Si noti il canneggio cilindrico e non conico come richiede la famiglia dei flicorni.